# Joel Siegel
Joel Siegel (* 7. Juli 1943 in Los Angeles; † 29. Juni 2007) war ein US-amerikanischer Filmkritiker und arbeitete mehr als 25 Jahre lang für die Sendung von ABC, Good Morning America.
Siegel studierte und erhielt die Auszeichnung cum laude von der UCLA. Während seiner Zeit am College registrierte er schwarze Wähler  für Georgia und sprach häufig mit Martin Luther King, Jr. Siegel arbeitete ferner für Senator Robert F. Kennedy und war in der Nacht mit ihm im Ambassador Hotel, als dieser ermordet wurde.
Siegel starb im Alter von 63 Jahren an Krebs.